# Chú Thoòng
Chú Thoòng hay Lão Phu Tử (chữ Hán: 老夫子; Việt bính: Lou5 Fu1 Zi2) là tên một bộ truyện tranh hài hước của họa sĩ Vương Trạch (王澤), người Hồng Kông. Bộ truyện ra đời vào khoảng thập niên 1960, cho đến nay đã rất quen thuộc với độc giả Hồng Kông.
Tại Việt Nam, truyện "Chú Thoòng" đã được Nhà xuất bản Trẻ phát hành trong thập niên 90 của thế kỷ XX, hơn 20 năm sau, Nhà xuất bản Kim Đồng mua bản quyền thành công và ra giới thiệu lại với độc giả từ ngày 21 tháng 8 năm 2017.

## Nội dung

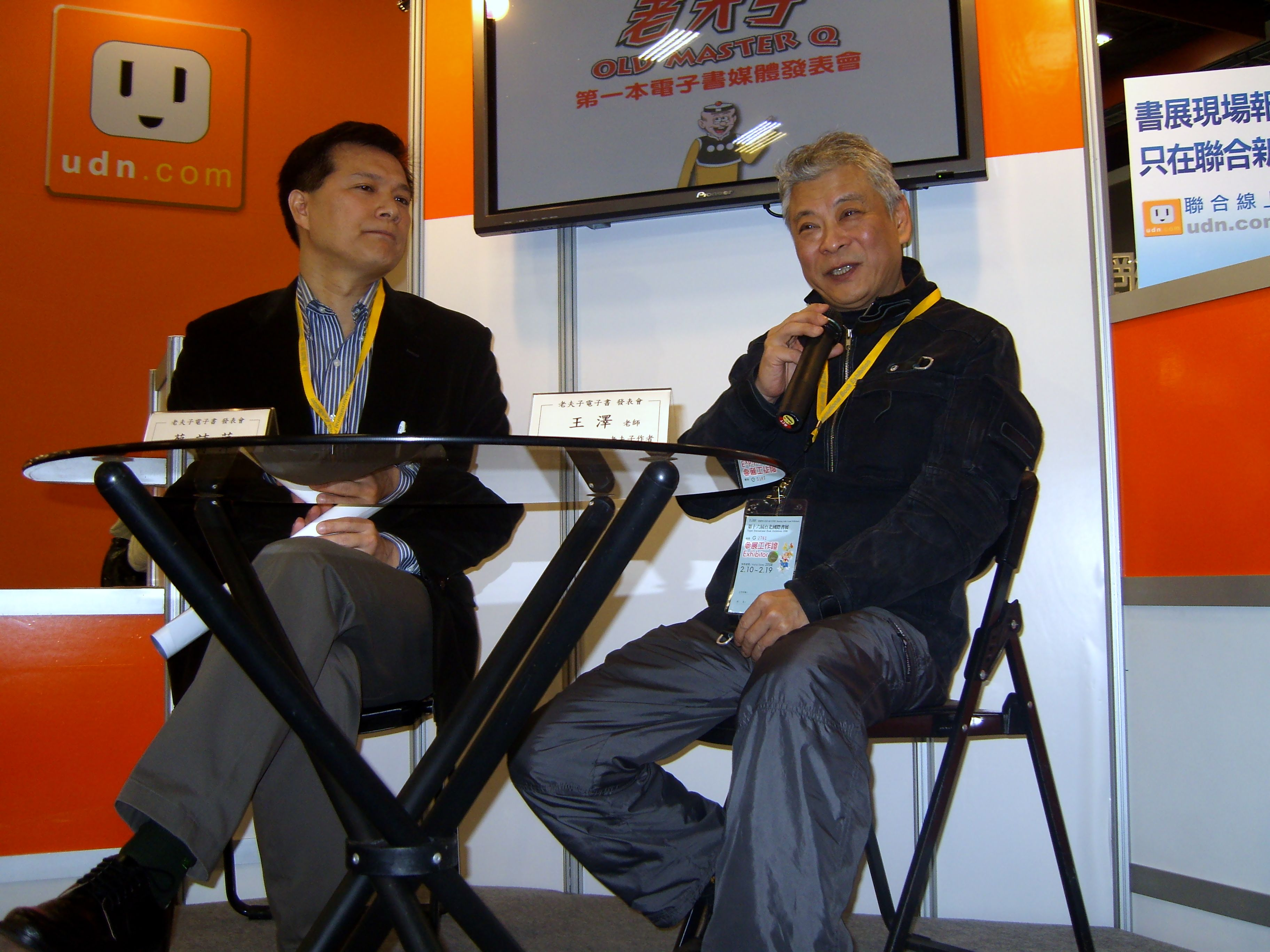
Họa sĩ Vương Trạch (phải) trong 1 chương trình truyền hình năm 2008

Truyện Chú Thoòng tập trung miêu tả về đời sống của nhân vật chính tên Thoòng. Thoòng là một người có tuổi, tính cách khá trì trệ, bảo thủ, không biết cách hòa nhập với thời đại. Trong một xã hội Hồng Kông đang đổi mới từng ngày, mà chú Thoòng đi đâu cũng mặc trang phục thời nhà Thanh Trung Quốc (tiểu mão và áo xường xám), giữ nguyên những tính cách cổ của dân Trung Quốc, nên chú thường bị lạc lõng. Do lạc lõng, mà chú sinh ra bệnh hoang tưởng, bệnh này tạo ra một chú Thoòng cách biệt với đời, nhưng giữ trong mình rất nhiều tính cách chung của dân Trung Quốc.
Thường thì chú rất lạc quan, như một đứa trẻ, trước nhiều tình huống khó khăn, chú có những cách giải quyết khác người và cách ấy đôi khi cũng rất ngây thơ, dễ thương. Nhưng nhiều khi cũng vì hoang tưởng mà chú đâm ra thất vọng cuộc đời dẫn đến bao phen muốn đi tự tử.
Chú Thoòng có một tình yêu ỡm ờ với cô Trần, một cô gái thanh lịch, hợp thời. Chú cũng có một khắc tinh là lão Triệu, là một người nóng nảy, thù vặt, hay nghĩ ra cách chơi xỏ chú Thoòng. Bên cạnh đó, chú còn có hai người bạn thân là Lý Toét, một anh chàng thật thà, tốt bụng nhưng cũng hơi lập dị và Xã Xệ, một người ngờ nghệch, khờ khạo tới mức hài hước. Những người này thường xuyên xuất hiện quanh cuộc đời chú Thoòng, tạo nên những tình huống vui nhộn, nhưng đôi khi cũng "cười ra nước mắt".
Truyện tranh chú Thoòng có 2 cách thể hiện, 1 là dưới dạng những truyện ngắn là chỉ 4, 6, 8 hoặc 12 ô tranh, hoặc dưới dạng truyện dài. Truyện ngắn nhiều hơn và cũng là dạng truyện tiêu biểu đã làm nên tên tuổi chú Thoòng.

## Nhân vật[1]
| Nhân vật             | Tên gốc tiếng Trung                                 | Nghề nghiệp | Giới thiệu |
| -------------------- | --------------------------------------------------- | --- | --- |
| Chú Thoòng           | Lão Phu Tử (老夫子) "Thầy Già Cả / Thầy Luống Tuổi" | Nhân viên văn phòng, diễn viên, làm xiếc, buôn bán, nhà khảo cổ, ăn trộm, sát thủ, thợ sơn, thợ hớt tóc, làm thuê... | Nhân vật chính của bộ truyện, tiêu biểu cho sự trì trệ, là nguyên nhân dẫn đến sự chậm tiến của cả một thế hệ người Trung Quốc, nhưng xét về một mặt khác thì chú là người duy nhất còn lại những tính cách thiên nhiên, chất phác, còn giữ cho mình một cái "xích tử chi tâm". Chú Thoòng thích võ công, săn bắn, câu cá, những cô gái đẹp, cuộc sống yên tĩnh, cô Trần, lòng tốt của những người bạn thân. |
| Xã Xệ                | Đại Phiên Thự (大番薯) "Bác Khoai Lang"             | Làm thuê, buôn bán, kế toán                                                                                          | Bạn thân của chú Thoòng, có đầu to và hình dáng lùn, tâm trí ngu muội, sai một đằng làm một nẻo, thường góp mặt tạo ra những tình huống hài hước, dở hơi. Ông cũng thích mặc những loại quần áo cổ điển như chú Thoòng, đôi khi ông cũng sống cùng nhà với chú Thoòng. |
| Lý Toét hay Tư Kều   | Tần Tiên Sinh (秦先生) "Anh Tần"                    | Võ sĩ, ăn trộm, buôn bán, làm thuê, thợ sơn                                                                          | Bạn thân thứ hai của chú Thoòng, không bị đầu hói như 4 nhân vật nam kia, do có thân hình cao kều nên anh có tên là Tư Kều. Anh là một thanh niên hợp thời, tuy vậy do tính cách thật thà, hiền lành quá so với đời, nên cũng trở thành lạc lõng, lập dị. Lý Toét còn nổi tiếng là một cao thủ quyền Anh, một võ sĩ giỏi.                                                                                    |
| Lão Triệu hay Ba Cao | Lão Triệu (老趙)                                    | Giám đốc, bác sĩ, nha sĩ                                                                                             | Một người đàn ông giàu có, kiêu ngạo, không làm điều ác nhưng tính rất hay thù vặt, ghen tức, tuy không phải là nhân vật phản diện nhưng ông là kẻ thù của chú Thoòng. Lão Triệu là người cao to nhất trong các nhân vật nam chính nên không ai có thể đánh bại ông. |
| Cô Trần hay Ly Ly    | Trần Tiểu Thư (陳小姐)                              | Y tá | Một cô gái xinh đẹp, đỏm dáng, người tình trăm năm của chú Thoòng. Cô có tính tình dễ chịu, hiền lành đôi khi cũng dữ dằn khi thấy chú Thoòng vô tình chọc tức mình. Trong bộ truyện này, ngoài chú Thoòng ra thì không có người người đàn ông nào tán tỉnh hay ngỏ lời cầu hôn cô Trần. |
| Ông Tròn hay Ba Tròn | Khiết Gia (契爺) "Cha Nội Khiết"                    | Nhân viên văn phòng                                                                                                  | Người đàn ông này xuất hiện duy nhất một tập truyện 23, ông có một thân hình lùn như Xã Xệ, ông cũng bị đầu hói, ông ta cũng hay chơi khăm chú Thoòng y như Lão Triệu nên ông ta được coi là kẻ thù thứ hai của chú Thoòng. |

## Các tập truyện
- Tập 1: Quà tặng bất ngờ
- Tập 2: Như cá gặp nước
- Tập 3: Chuyện cổ tích thời nay
- Tập 4: Thay lòng đổi dạ
- Tập 5: Nhổ răng kiểu Úc
- Tập 6: Một mất mười ngờ
- Tập 7: Nhân tình thế thái
- Tập 8: Chim trời cá nước
- Tập 9: Có trăng quên đèn
- Tập 10: Nước xa không cứu được lửa gần
- Tập 11: Tiến thoái lưỡng nan
- Tập 12: Vàng thau lẫn lộn
- Tập 13: Quýt làm cam chịu
- Tập 14: Mãnh lực của đồng tiền
- Tập 15: Vọng tưởng
- Tập 16: Ai tiễn đưa ai
- Tập 17: Thắng lợi tinh thần
- Tập 18: Sự hững hờ đáng sợ
- Tập 19: Nằm mơ giữa ban ngày
- Tập 20: Há miệng chờ sung
- Tập 21: Ngọa hổ tàng long
- Tập 22: Lý lẽ của kẻ yếu
- Tập 23: Thời đại tốc độ
- Tập 24: Lòng dạ con người
- Tập 25: Nhân tình thế thái
- Tập 26: Giơ cao đánh khẽ
- Tập cuối 27: Tuyển tập những truyện hay nhất của Chú Thoòng

## Điện ảnh

Áp phích phim "Ngã hệ lão phu tử"(我係老夫子), sản xuất năm 1976

Câu chuyện chú Thoòng cho đến nay đã được dựng nên thành phim nhiều lần, nhiều nhất là phim hoạt hình, ngoài ra còn có phim truyền hình, phim điện ảnh:
| Tên tiếng Anh                                             | Tên tiếng Trung            | Ngày chiếu           | Thể loại         | Diễn viên                                                                                    |
| --------------------------------------------------------- | -------------------------- | -------------------- | ---------------- | -------------------------------------------------------------------------------------------- |
| Old Master Q                                              | 老夫子                     | 3 tháng 8 năm 1965   | Phim đen trắng   |                                                                                              |
| Old Master Q and Big Potato                               | 老夫子與大蕃薯             | 19 tháng 5 năm 1966  | Phim đen trắng   | Tuyết Ni (雪妮), Cao Lỗ Tuyền (高魯泉), Phi Phi (沈殿霞)                                     |
| Old Master Q Triple Rescue of Foolish-Ming                | 老夫子三救傻瓜明           | 13 tháng 7 năm 1966  | Phim đen trắng   |                                                                                              |
| Old Master Q                                              | 老夫子                     | 8 tháng 9 năm 1975   | Phim             | Lương Thiên (梁天), Đinh Bội (丁珮), Kiều Hồng (喬宏), Tây Qua Bào (西瓜刨), La Lan (羅蘭)   |
| Mr Funny-bone                                             | 我係老夫子                 | 2 tháng 10 năm 1976  | Phim             | Lý Tinh (李菁), Vương Sa (王沙) Nụy Đông Qua (矮冬瓜), Lưu Lục Hoa (劉陸華)                  |
| Old Master Q Strange and Interesting Adventures           | 老夫子奇趣錄               | 18 tháng 10 năm 1978 |                  |                                                                                              |
| Colour Old Master Q                                       | 七彩老夫子                 | 16 tháng 7 năm 1981  | Hoạt hình        |                                                                                              |
| Old Master Q Water Tiger                                  | 老夫子水虎傳               | 10 tháng 7 năm 1982  | Hoạt hình        |                                                                                              |
| Old Master Q                                              | 山T老夫子                  | 4 tháng 6 năm 1983   | Hoạt hình        |                                                                                              |
| Old Master Q 2001                                         | 老夫子2001                 | 5 tháng 4 năm 2001   | Phim             | Tạ Đình Phong (謝霆鋒), Trương Bá Chi (張柏之), Vương Gia Hi (王家禧)                        |
| Master Q: Incredible Pet Detective                        | 老夫子反斗偵探             | 20 tháng 11 năm 2003 | Hoạt hình        | Tằng Chí Vĩ (曾志偉), Dư Nghi Phát (余宜發), Lợi Gia Nhi (利嘉兒), Dương Thiên Kinh (楊天經) |
| Old Master Q - Fantasy Zone Battle                        | 老夫子 - 幻想区域争斗      | 2003                 | Phim truyền hình |                                                                                              |
| Master Q                                                  | 老夫子                     | 2004                 | Phim truyền hình |                                                                                              |
| The New Unbeatable Old Master Q: Shaolin Detective Agency | 無敵老夫子新傳：少林偵探社 | 2005                 | Phim             | La Gia Anh, Thang Bảo Như (湯寳如)                                                           |
| Old Master Q and Little Ocean Tiger                       | 老夫子之小水虎传奇         | 2011                 | Phim             | Đặng Siêu, Zhang Hanyu, Elva Hsiao                                                           |

- Người sáng tác, đặt nhạc phim có thể kể: Hoàng Tiêm (黃霑), Cố Gia Huy (顧家輝), Trương Quốc Vinh (張國榮)